# Colonia de la Cruz, San Luis Potosí
Colonia de la Cruz är en ort i Mexiko.   Den ligger i kommunen Ahualulco och delstaten San Luis Potosí, i den centrala delen av landet, 400 km nordväst om huvudstaden Mexico City. Colonia de la Cruz ligger 1 798 meter över havet och antalet invånare är 296.
Terrängen runt Colonia de la Cruz är platt åt sydost, men åt nordväst är den kuperad. Runt Colonia de la Cruz är det ganska tätbefolkat, med 134 invånare per kvadratkilometer. Närmaste större samhälle är Ahualulco, 7,4 km sydväst om Colonia de la Cruz. Omgivningarna runt Colonia de la Cruz är i huvudsak ett öppet busklandskap.